# Runaway 2: The Dream of the Turtle
Runaway 2: The Dream of the Turtle — компьютерная игра в жанре «квест», созданная компанией «Péndulo Studios».

## Сюжет
Брайан Баско пробужден от многочасового сна девушкой по имени Джина Тимминс, которая мечтает отправиться на остров Мала с целью исследования местных достопримечательностей — храма Тикки, водопадов и т. д. Джина бросает в сонного молодого человека программки и вынуждает его собираться. Рядовой Брайан замечает одну интересную деталь — все самолеты на этот остров отменяются. Казалось бы удачно, но не тут-то было! Джина находит старого пилота-маразматика Отто, у которого предположительно целый букет психо-физических недугов. Отто бороздит воздушный океан на красивом гидроплане, оставшемся со времен Древнего Египта. В итоге Отто умирает во время полёта, заснув в кресле. Брайан выбрасывает Джину из падающего самолета с одним парашютом, а сам готовится стать свидетелем крушения и, кто знает, собственной смерти…
А вот и нет! Вам предстоит выбраться с места крушения, запутать всех своими интригами, встретиться с персонажами из первой части игры, побывать в прошлом, постичь внеземные тайны и, конечно же, спасти любимую девушку!

## Персонажи
- Брайан Баско — подающий надежды физик из университета Беркли, путешествующий со своей возлюбленной Джиной на Гавайских островах. Он же был главным героем в предыдущей части игры Runaway: Дорожное приключение.
- Джина Тимминс — привлекательная девушка, Брайан познакомился с ней во время приключений, которым посвящена первая часть игры. После того, как Джина прыгает с парашютом и исчезает, Брайан тщетно пытается её найти.
- Локелани — новый персонаж, красивая любвеобильная девушка, работающая барменом в баре на пляже Луана и помогающая Брайану прояснить некоторые вопросы.
- Кай — одноногий серфингист.
- Захария О'Коннор — туповатый, но верный солдат, в прошлом лесоруб.
- Джошуа — ученый-чудак, знакомый Брайана из первой части игры.
- Дин Грассик — искатель приключений.
- Камилла — помощница Дина Грассика.
- Суши Дуглас - подруга Брайана из первой части.

## Отзывы
| Сводный рейтинг | Сводный рейтинг |
| Агрегатор       | Оценка          |
| --------------- | --------------- |
| GameRankings    | 70,16 %         |